# Joyce Chamaoun
Joyce Chamaoun (Beiroet, 14 december 1977) is een Nederlands actrice van Aramese komaf. Ze is geboren in Beiroet, Libanon en opgegroeid in Amsterdam.
Chamaoun is meertalig opgevoed. Ze spreekt Aramees, Turks, Arabisch, Engels, Duits en Nederlands. Haar ouders vluchtten uit Libanon wegens de burgeroorlog toen ze nog geen jaar oud was.
In 2003 is ze afgestudeerd aan de Toneelschool Amsterdam en heeft ze aansluitend een masters-opleiding gedaan aan de Webber Douglas Academy of Dramatic Arts in Londen, waar zij drie studiebeurzen voor kreeg. Na haar studie en een aantal voorstellingen, besloot ze Londen te verruilen voor Amsterdam.
Ze was te zien in verschillende toneelstukken, waaronder de voorstelling Babylon van Het Zuidelijk Toneel.
Sinds januari 2008 speelt Chamaoun de Mossad-agente Dahlia Perlman in de dramaserie Deadline van de VARA.